# Rudolph Willmers

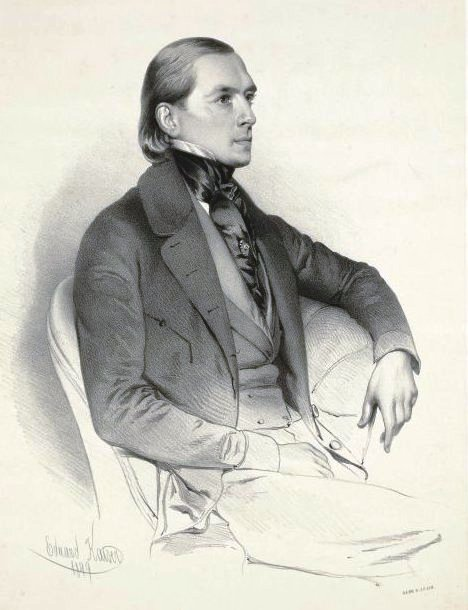
Rudolph Willmers.

Rudolph Heinrich Willmers, född 31 oktober 1821 i Berlin, död 24 augusti 1878 i Wien, var en tysk pianist och tonsättare.
Willmers växte upp i Köpenhamn, men studerade hos Johann Nepomuk Hummel i Weimar och Friedrich Schneider i Dessau. Han uppträdde i Köpenhamn 1834 och 1840, begav sig därefter på konsertresor, levde 1853–64 i Wien, var i ett par år pianolärare vid Sternska konservatoriet i Berlin, men återvände 1866 till Wien.
Willmers skrev en stor mängd pianokompositioner, främst i salongsstil, såsom fantasier över operamelodier eller populära sånger samt etyder, en violinsonat, en pianokvartett och några sånger.